# ريتش دور
ريتش دور كان لاعب بيسبول امريكي محترف في موقع الدفاع (انفيلدير).

## حياته المبكرة
ولد دور في 27 يوليو 1952 سان برناردينو (كاليفورنيا).